# Schmachtenhagen (Oranienburg)
Schmachtenhagen ist ein Ortsteil der Kreisstadt Oranienburg in Brandenburg und liegt im Südosten des Landkreises Oberhavel. Die bis dahin selbstständige Gemeinde schloss sich am 26. Oktober 2003 der Stadt Oranienburg an und wird von ihr verwaltet.

## Geographie

### Lage
Schmachtenhagen liegt auf dem südöstlichen Teil der nördlichen Havel-Niederungen, der Oberhavel. Die alte Ortsmitte am Anger mit der Kirche befindet sich etwa 33 km nördlich des Stadtzentrums von Berlin. Höchste Punkte des Ortes sind mit durchschnittlich 20 m ü. NHN zwei Anhöhen nahe der westlichen Gemeindegrenze, die Fuchsberge und die Zwergberge. Der niedrigste Punkt mit 43,3 m ü. NHN liegt an einem Graben im nördlichen Bereich des Ortsgebietes. Die Höhe der Ortsmitte an der Kirche beträgt etwa 50 m ü. NHN.
Das Gemarkungsgebiet des Ortsteils Schmachtenhagen umfasst eine Fläche von 28,9 km². Es schließt die östlich entlang des Oder-Havel-Kanals verlaufenden Niederungen des Stintgrabens am früheren Germania-Klinkerwerk am westlichen Ortsrand ein und grenzt an das Ostufer des Grabowsees, in dem zugleich der sich von Ost nach West schlängelnde Bach Bäke mündet. Der Stintgraben ist der Abfluss des Grabowsees und durch ein Graben-Netz mit dem Lehnitzsee verbunden.
Der Ortsteil untergliedert sich in mehrere Wohngebiete um das Zentrum (den historischen Dorfkern um den Dorfanger) herum: die ab etwa 1910 entstandenen Siedlungen West, Süd (auch Kolonie Marx und Holzhausen genannt), Ost sowie die nördlich des Angers errichtete Siedlung Upstall und den außerhalb gelegenen Standort Bernöwe.

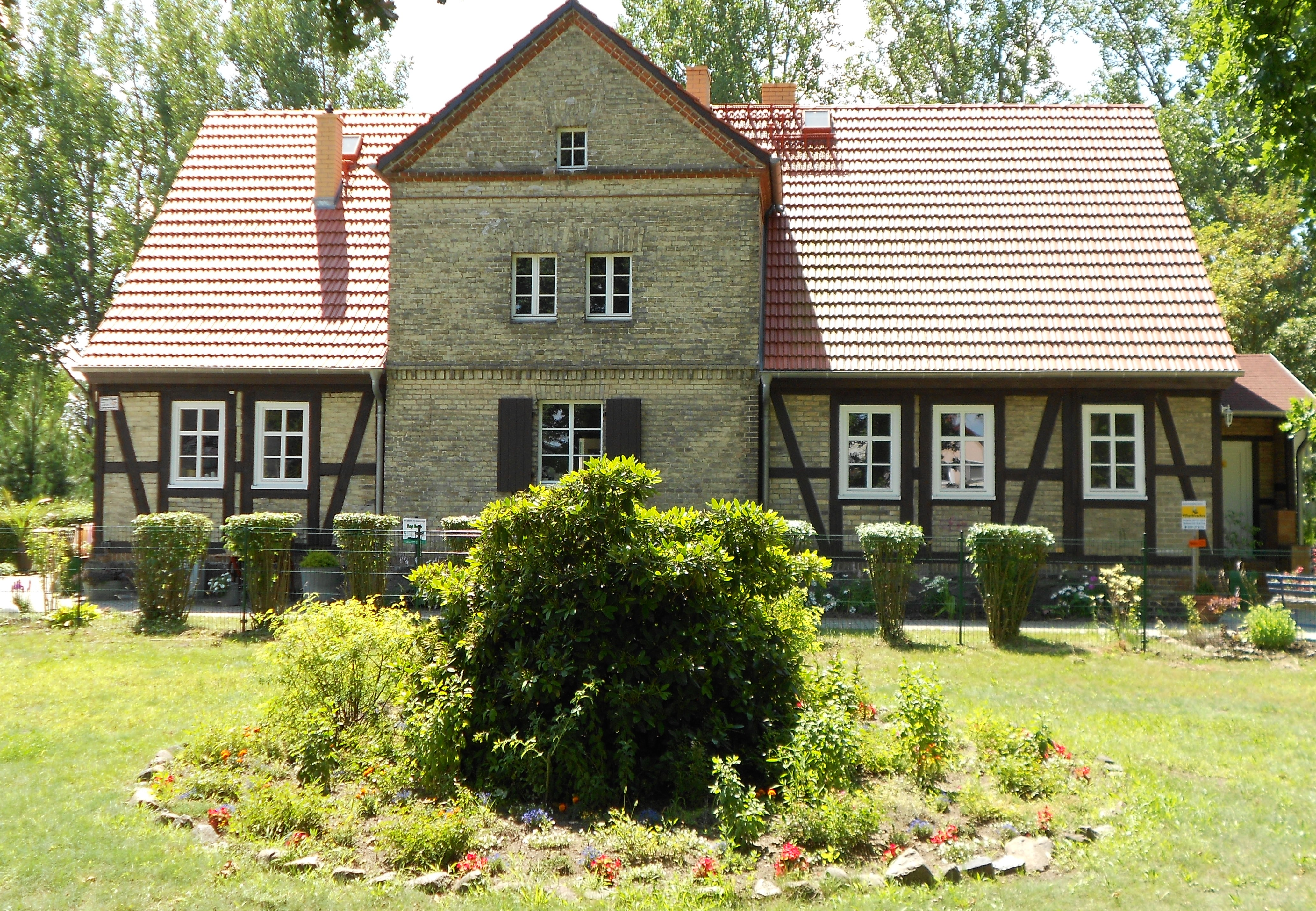
Denkmalgeschütztes Darrengebäude, Ernst-Thälmann-Platz 11

### Nachbarorte
Der Ortsteil Schmachtenhagen liegt rund 7 km östlich der Kernstadt Oranienburg und nahe der östlichen Grenze der Großgemeinde Wandlitz wie auch des Landkreises Barnim. Angrenzende Gemeinden sind im Westen die Stadt Oranienburg mit den entlang des Oder-Havel-Kanals liegenden Ortsteilen Sachsenhausen, Friedrichsthal und Malz, im Norden an den zur Stadt Liebenwalde gehörenden Ortsteil Kreuzbruch, im Osten die ehemals selbständigen und an den Landkreis Barnim grenzenden Gemeinden Zehlendorf und Wensickendorf und im Süden mit der Schmachtenhagener Heide an das Mühlenbecker Land sowie südwestlich mit der Oranienburger Heide angrenzenden den Oranienburger Ortsteil Lehnitz.
| Friedrichsthal 4 km | Neuholland 15 km                            | Kreuzbruch 4 km |
| Oranienburg 7 km    | Kompassrose, die auf Nachbargemeinden zeigt | Zehlendorf 8 km |
| Lehnitz 6 km        | Mühlenbeck 14 km                            | Zühlsdorf 9 km  |

## Geschichte
Die erste urkundliche Erwähnung datiert in einer in Bautzen am 13. Februar 1350 unterzeichneten und im Geheimen Staatsarchiv in Berlin-Dahlem gelagerten Urkunde, in dem der Ort als „Smachtenhagen“ wie viele andere in der Umgebung in den Schenkungsurkunden der Markgrafen Ludwig der Brandenburger und Ludwig der Römer erwähnt wird. Demnach wurde der Ort durch den Grafen Ulrich von Lindow mit der Burg Bötzow nebst umliegenden Dörfern belehnt.
Im Jahr 1638 brach während des Dreißigjährigen Krieges (1618–1648) die Pest aus, in dessen Folge fast die Hälfte der Dorfbewohner starben. Mehrfach wurden der Ort und das Land entlang der Havel von Dänen, Kaiserlichen Heerscharen und Schweden durchzogen und geplündert, wodurch viele Häuser und Scheunen vernichtet wurden. Zudem verloren die Schmachtenhagener durch die Kriegssteuer viele Hufe Land. 1642 wurde das Amt Bötzow an Frau von dem Knesebeck verpfändet, drei Jahre später werden die Kirche wieder aufgebaut und ein Pfarramt eingerichtet. Da 1648 knapp die Hälfte der Gehöfte brach lagen, wurde das Dorf mit Unterstützung der Frau von dem Knesebeck, wieder aufgebaut und besiedelt. Ein paar Bauern, die überlebt hatten, bauten aus eigener Kraft neue Gebäude, andere ließen sich neue Häuser bauen. 1651 gelangte Ort nun zu Bötzow (dem späteren Oranienburg) und damit zum Amt Bötzow (ab 1652: Amt Oranienburg). 1745 wurde er dem neuen Amt Zehlendorf zugeschlagen. Nach der Verlagerung des Amtssitzes 1763 gehörte er dann zum Amt Friedrichsthal. 1792 entstand zwischen Darre und Friedhof eine Schmiede, die zusätzliche Bewohner ins Dorf lockte. Nach Auflösung des Amt Friedrichsthal im Jahr 1819 wurde Schmachtenhagen wieder in das Amt Oranienburg eingegliedert.

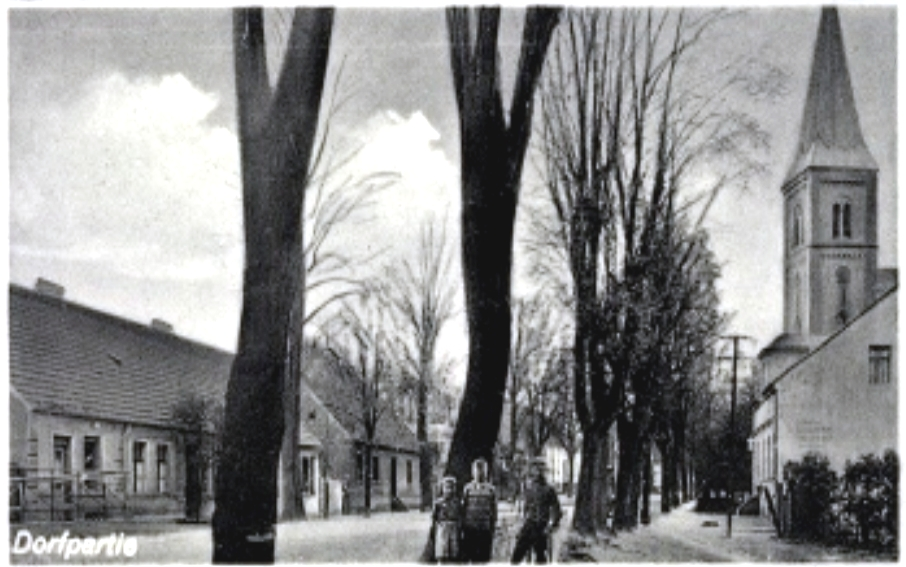
Dorfpartie Schmachtenhagen, AK um 1910

Anfang des 19. Jahrhunderts entstanden drei in sich geschlossene Siedlungen.
Nach dem Ende des Zweiten Weltkriegs und der Deutschen Wiedervereinigung 1990 lag der Ort in der Sowjetischen Besatzungszone und in der DDR.
Im Ergebnis der Gemeindegebietsreform im Land Brandenburg wurde er im Oktober 2003 wieder Ortsteil mit Amtssitz in der Stadt Oranienburg.
| Jahr      | 1875 | 1890 | 1910 | 1925 | 1933  | 1946  | 1993  | 1994  | 1995  | 1996  | 1997  | 1998  | 1999  | 2000  | 2001  | 2002  | 2006  | 2010  | 2011 | 2020  |
| --------- | ---- | ---- | ---- | ---- | ----- | ----- | ----- | ----- | ----- | ----- | ----- | ----- | ----- | ----- | ----- | ----- | ----- | ----- | ---- | ----- |
| Einwohner | 741  | 542  | 730  | 926  | 1.104 | 1.598 | 1.430 | 1.461 | 1.515 | 1.525 | 1.591 | 1.687 | 1.784 | 1.826 | 1.841 | 1.874 | 2.109 | 2.228 | 2285 | 2.420 |

## Evangelische Kirche

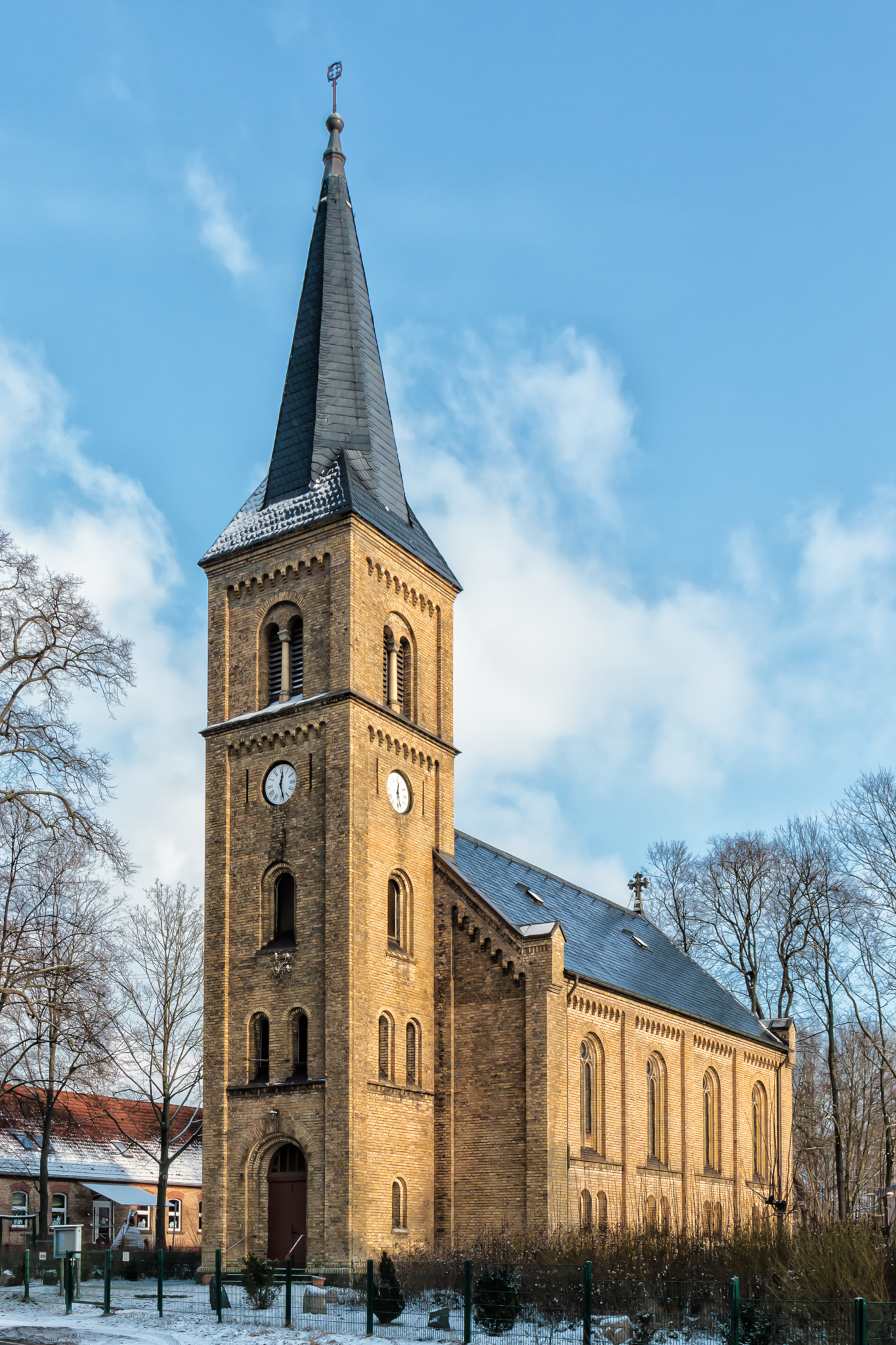
Evangelische Kirche

Im 15./16. Jahrhundert bekam der Ort seine erste Feldstein-Kirche, die in der Folgezeit oft vernachlässigt und ausgebessert wurde. 1699 erhielt sie einem neuen Turm in Fachwerkbauweise, fiel jedoch 1874 einem Brand zum Opfer und wurde abgerissen. An ihrer Stelle wurde nach anderthalbjähriger Bauzeit im Dezember 1876 der heute noch stehende gelbe Backsteinbau im neuromanischem Rundbogenstil mit seinem rund 30 Meter hohen und weit erkennbaren mit quadratischem Westturm mit
Schieferdach und Apsis sowie einer Langorgel mit elf Registern auf zwei Manualen geweiht. In den 1950er Jahren wurde sie jedoch stark verändert: Alte Aufbauten und der alte Altar wurden entfernt, die Wände in schlichtes Grau getüncht. Die Folge war, dass einige ältere Einwohner das über die Jahrhunderte Wind, Wetter, Schwamm und Holzwurm ausgesetzte Gotteshaus, vor allem wegen seiner einsturzgefährdeten Holzdecke, mieden. Seit 1997 finanzieren – neben den Mitteln aus der Gemeindekasse – der örtliche Männergesangsverein und ein 2005 gegründeter Förderverein durch Spendeneinnahmen und regelmäßig stattfindende Benefizkonzerte die stückweise Sanierung. Die Orgel befindet sich nach ihrer Restaurierung im Jahre 2007 wieder in hervorragendem Zustand, seitdem ist man bemüht, das Geld für die Installation einer Heizung aufzubringen.
Von den derzeit rund 2000 Einwohnern sind etwa 190 aktive Christen. Da der Ort keinen eigenen Pfarrer hat, wird er von einem Geistlichen des Pfarramtes Oranienburg-Süd betreut.

## Baudenkmäler
- sowjetisches Ehrenmal im Ortsteil Bernöwe
- Grabstein auf dem Friedhof zur Erinnerung an sieben französische KZ-Häftlinge von 1945
- Darregebäude
- Evangelische Kirche
- Kindertagesstätte, eh. Schule

## Sehenswürdigkeiten
- Königliches Forsthaus nahe der Lehnitzer Schleuse
- Naturdenkmal Drei Buchen an der Gorkistraße
- Gedenkstätte für die zwischen 1945 und 1950 erschossenen Häftlinge des sowjetischen Speziallagers Nr. 7
- Ehrenmal für die im Ersten und Zweiten Weltkrieg gefallenen Bürger des Ortes in Form eines Obelisken mit Namenstafel und Bismarck-Eiche
- altes und saniertes Gutshaus (Sitz des Ortsvorstehers) mit Feuerwehrdepot
- 1850 erbaute alte Schule, jetzt Kita
- 1815 gepflanzte und auf dem Nordende des Angers, noch auf dem Kita-Gelände, stehende und mit einem Feldstein gekennzeichnete Friedenseiche 1815
- Brücke zum Alten Krug
- Brücke am Elsenbusch

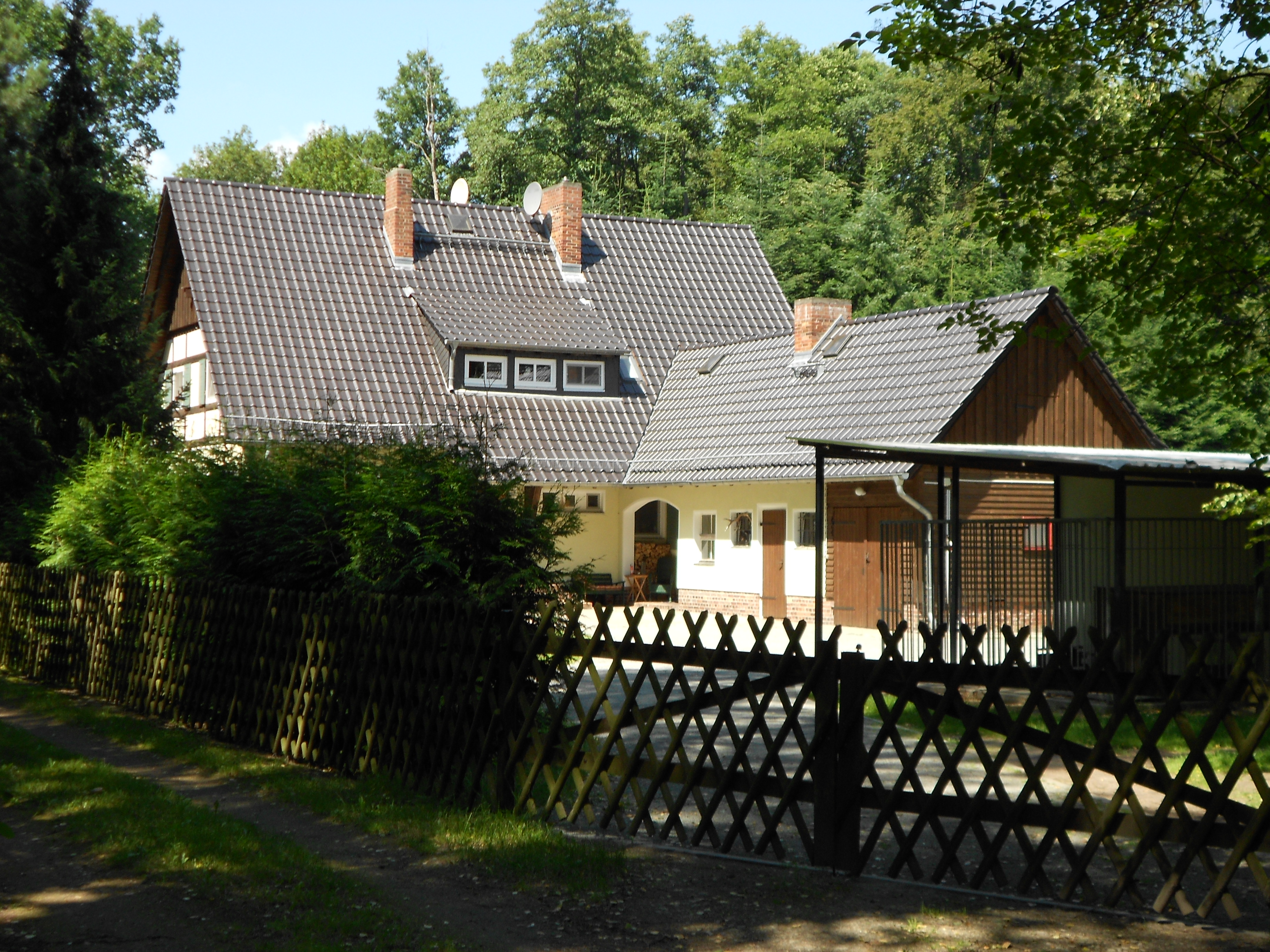
Königliches Forsthaus
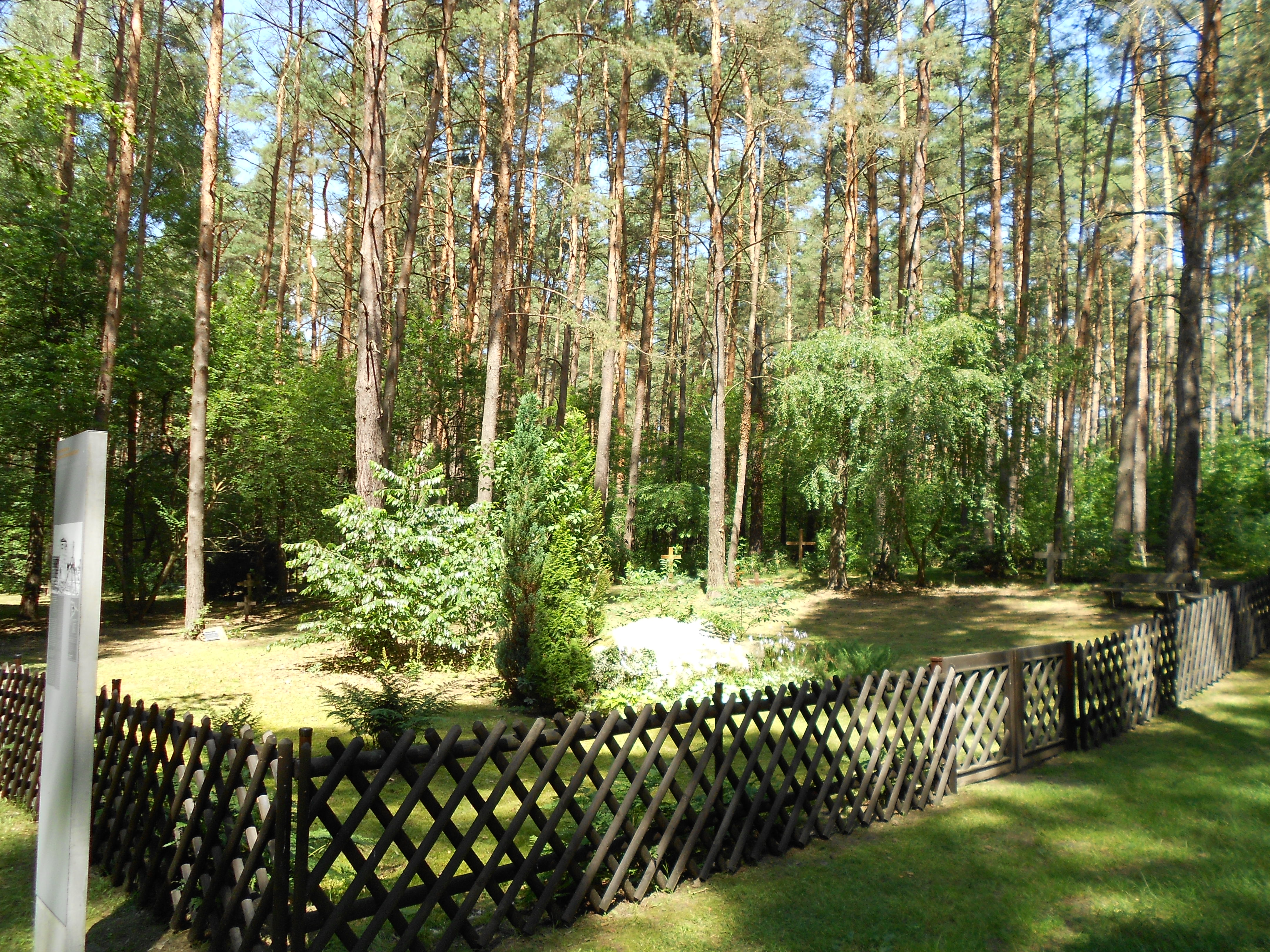
Blick auf das Gräberfeld
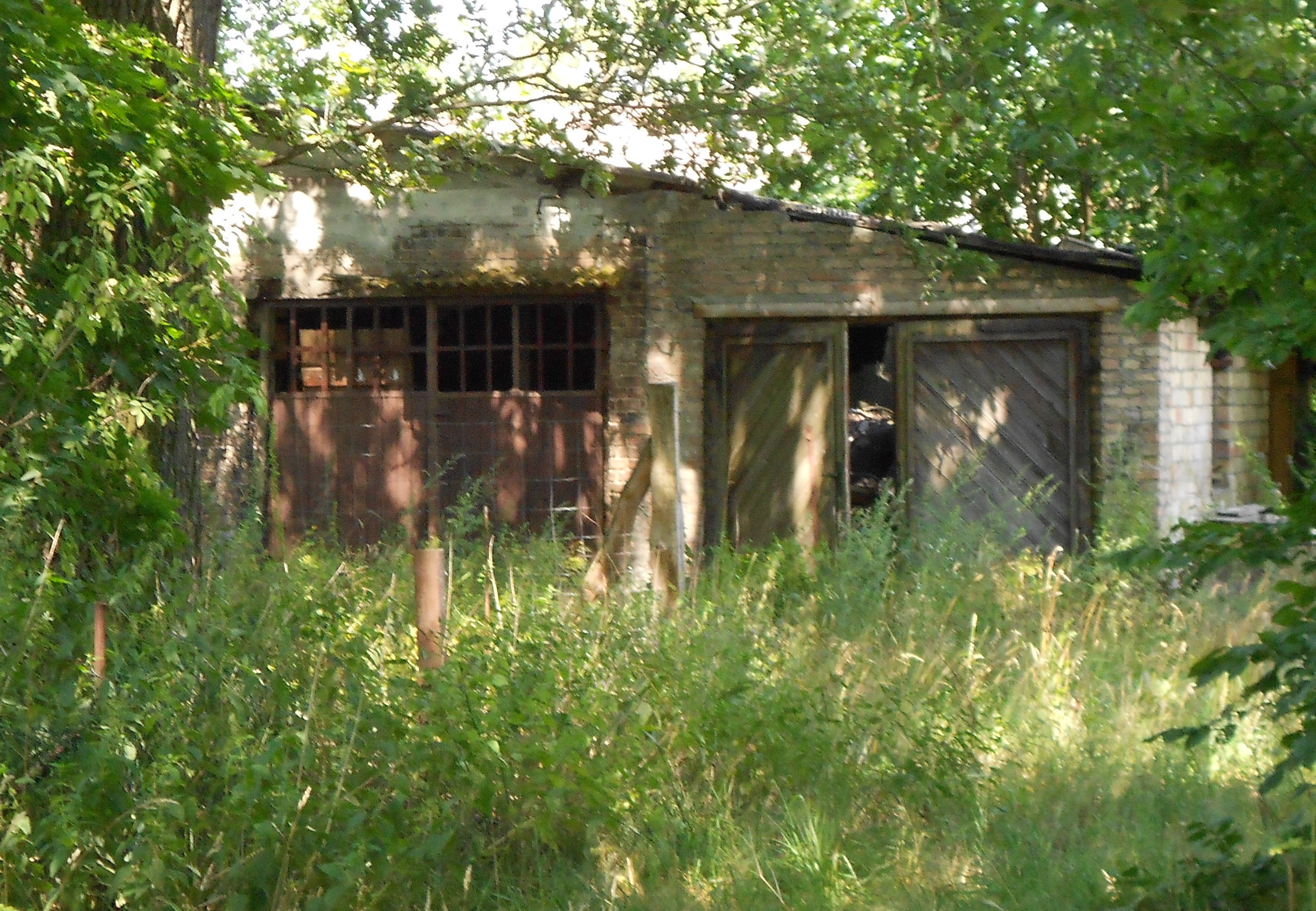
Ruine der alten Schmiede (abgerissen und Fläche planiert[3])
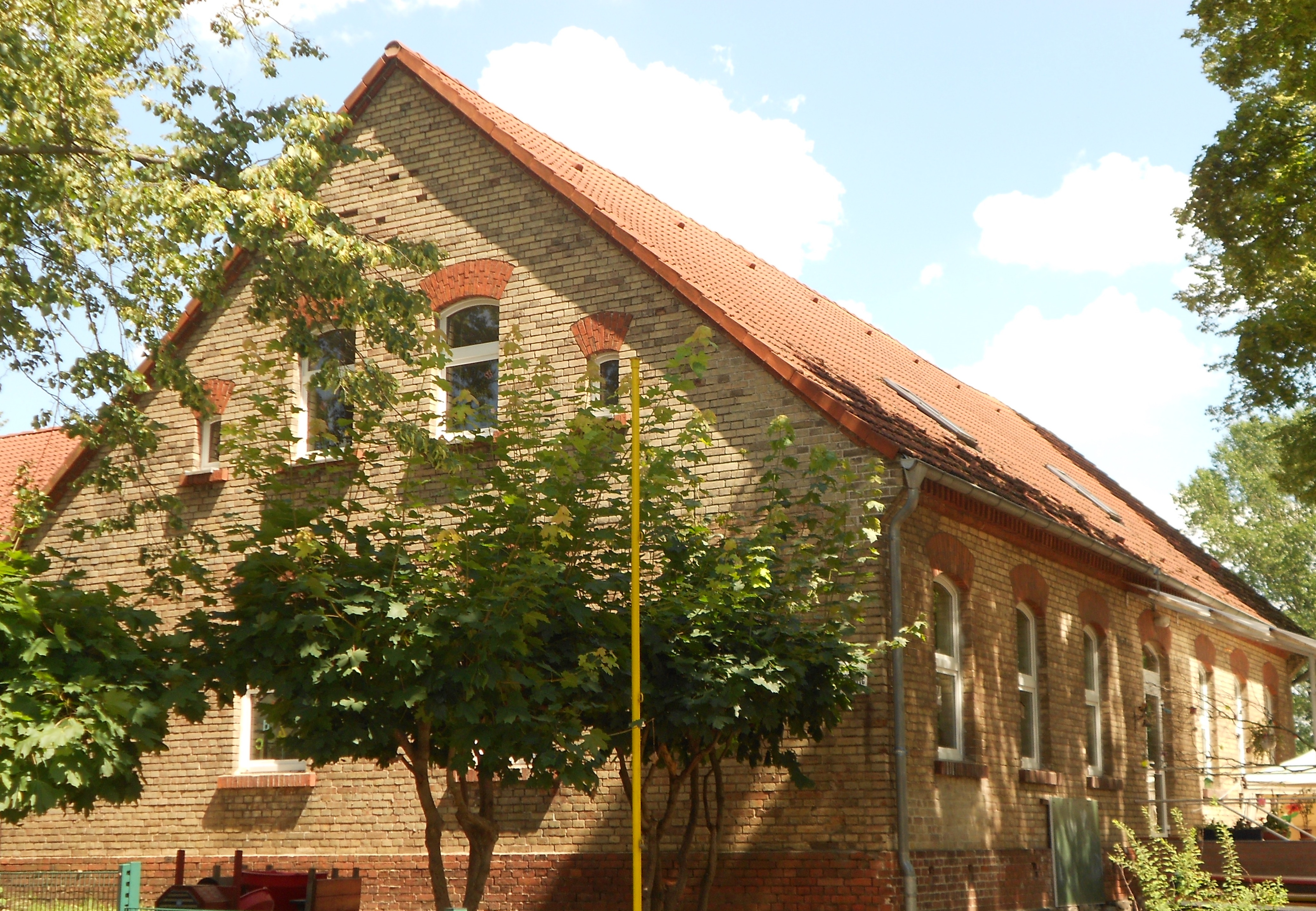
Alte Schule
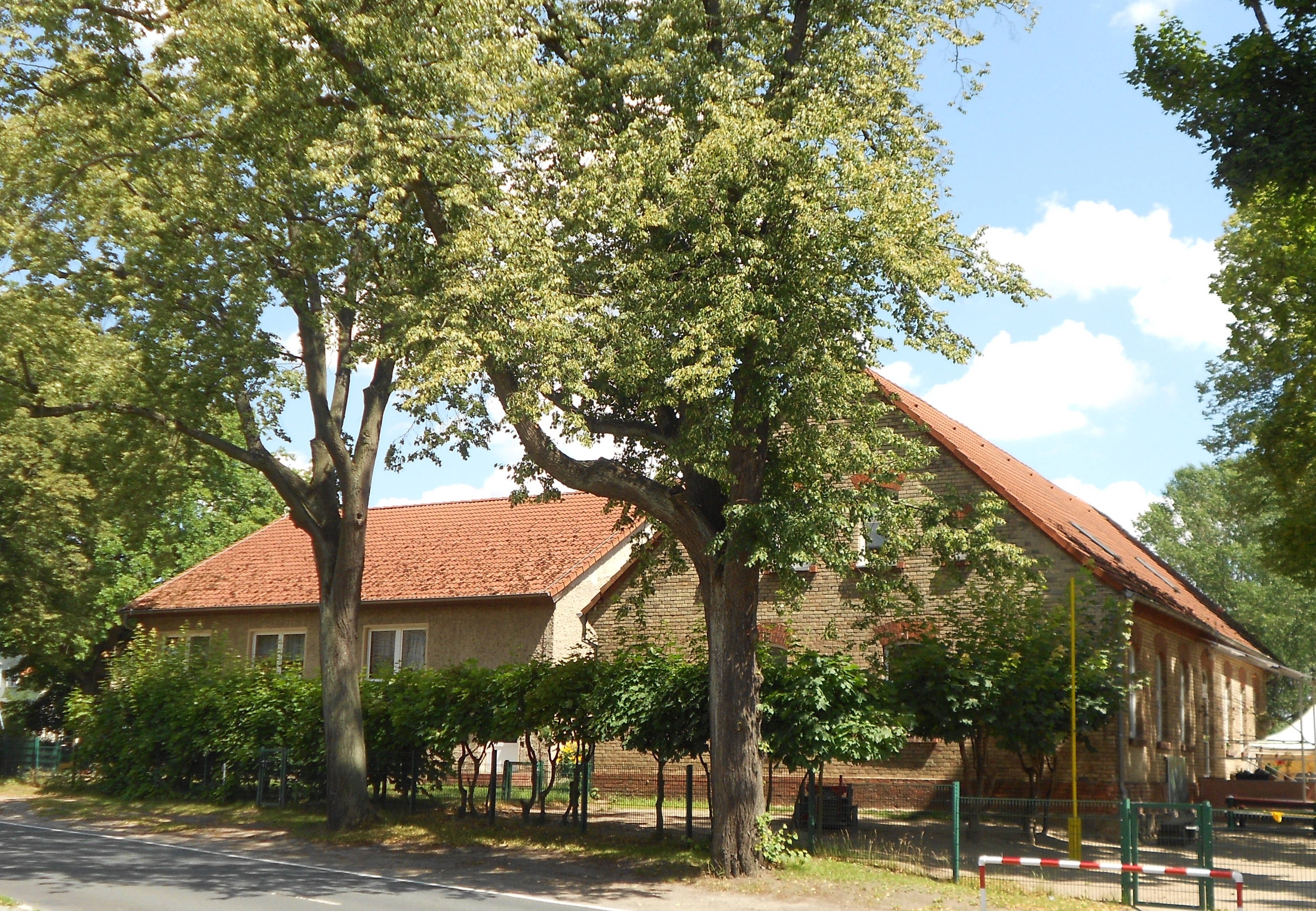
Kita Bäkestrolche

## Freizeit und Bildung
Durch den Ort führt die Deutsche Tonstraße.
Seit mindestens 1850 wird in den Chroniken des Ortes eine Schule – die „alte Schule“ – benannt. Der Backsteinbau befindet sich in der Schmachtenhagener Dorfstraße 14 neben der Kirche, fungierte bis zum Ende des Zweiten Weltkriegs als Volksschule und beherbergt in den 2020er Jahren die Kita Bäkestrolche.
1946 zog die Schule in das gegenüberliegende Gutshaus samt Nebengebäuden in die Dorfstraße 33 um und wurde 1959 zur POS Robert Neddermeyer (auch als Oberstufe für die Grundschüler aus Zehlendorf, Wensickendorf, Bernöwe). Nach der Deutschen Wiedervereinigung Anfang der 1990er Jahre wurde daraus eine Gesamtschule und später, aufgrund der Schulreformen im Landkreis, wegen Lehrermangel und rückläufiger Schülerzahlen ab etwa 2007 zur Neddermeyer-Grundschule nach Robert Neddermeyer.

## Verkehr
Der S-, Regional- und Fernbahnhof Oranienburg liegt 5 km entfernt. Vom 21. Mai 1901 bis 1998 hatte der Ort durch den im Nachbarort Zehlendorf errichteten Haltepunkt der Heidekrautbahn auf der Strecke von Berlin-Wilhelmsruh nach Liebenwalde (ab 1961 ab Berlin-Blankenburg, ab 1976 Berlin-Karow) einen nahen Bahnanschluss. Seit 1998 fahren die Züge in der Regel nur noch bis Wensickendorf. Seit 2002 wird Schmachtenhagen am Wochenende bedient und erhielt an der Bauernmarktchaussee einen eingleisigen Haltepunkt. Ursprünglich zum Besuch des dortigen Bauernmarktes, der allerdings im Zuge der COVID-19-Pandemie aufgehoben, und die Baulichkeiten dafür später abgerissen wurden. Der 1950 errichtete Betriebsbahnhof am Malzer Weg ist seit 1983 nicht mehr in Betrieb, 1991/92 demontiert worden und inzwischen überwachsen.
Der öffentliche Personennahverkehr wird unter anderem durch den PlusBus des Verkehrsverbund Berlin-Brandenburg erbracht. Folgende Verbindung führt, betrieben von der Oberhavel Verkehrsgesellschaft, durch Schmachtenhagen:
- Linie 825: Oranienburg ↔ Schmachtenhagen ↔ Wensickendorf ↔ Wandlitz ↔ Bernau

Zudem ist Schmachtenhagen durch weitere Buslinien mit Liebenwalde und mit dem Ortsteil Bernöwe verbunden.
Die Bundesstraße 273 zwischen Potsdam und Bernau durchquert den Ort in Ost-West-Richtung und kreuzt die Landesstraße L 29 von Schmachtenhagen nach Biesenthal beidseitig der Königlichen Darre – auch Alte Darre genannt – dem denkmalgeschützten Wahrzeichen des Ortes. Zugleich endet hier die L 29. Ein Anschluss zur Bundesstraße 96 von Zittau nach Rügen beim Ortsteil Eden 10 km und die Autobahnauffahrten am Berliner Ring im 16 Kilometer-Radius: das Kreuz Oranienburg 16 km, die Auffahrt Birkenwerder 12 km, Auffahrt Mühlenbeck 13 km, der Anschluss zur Europastraße 28 (Potsdam-Bernau-Polen) über die B 273 ist nach 16 km erreichbar.
Der Radfernweg Berlin–Kopenhagen durchquert den Ortsteil Bernöwe.

## Politik

### Ortsbeirat
| Partei / Wahlbewerber | Stimmen | Sitze |
| --------------------- | ------- | ----- |
| Die Linke             | 850     | 2     |
| CDU                   | 465     | 1     |
| SPD                   | 376     | 1     |
| LGU                   | 293     | 1     |

Am 28. September 2008 fanden die letzten Kommunalwahlen statt. Die Wahlbeteiligung betrug 89,0 Prozent der wahlberechtigten Einwohner. Danach setzt sich der aus fünf Personen bestehende Ortsbeirat wie in der Tabelle gezeigt zusammen.
Der Ortsbeirat hat beratende Funktion für die Gemeindevertretung von Oranienburg bezüglich der Entscheidungen des Gremiums, die den Ortsteil Schmachtenhagen betreffen. Einige der Vertreter des Ortsbeirates sind gleichzeitig Gemeindevertreter. Er tagt im Gutshaus.

### Ortsvorsteher, Städtepartnerschaften
Bis zur Eingemeindung hatte Schmachtenhagen einen Bürgermeister, seitdem wird aus dem Kreis der gewählten Gemeindevertreter ein Ortsteilbürgermeister gewählt, der nun Ortsvorsteher heißt. Seit dem 28. September 2008 nimmt Hanz-Dieter Manzl (Die Linke) dieses Ehrenamt wahr. Sitz des Ortsvorstehers ist das Gemeindezentrum in der Schmachtenhagener Dorfstraße 33.
Schmachtenhagen unterhält keine eigene Orts- oder Städtepartnerschaft. Seit der Bildung der Großgemeinde Oranienburg wurden die vom Ort(steil) Schmachtenhagen Ende der 1990er-Jahre abgeschlossenen Partnerschaftsvereinbarungen Bagnolet, (Frankreich) seit 1964, Hamm, (Deutschland) seit 1990, Mělník, (Tschechien) seit 1974, Vught, (Niederlande) seit 2000, Friedrichsthal (Saar), (Deutschland) seit 1991 (seit kommunaler Neuordnung im Oktober 2003 reguläre Partnerstadt von Oranienburg) auf das gesamte Gemeindegebiet ausgedehnt.